# Odjaliya
Odjaliya ou Odžalija (en macédonien Оџалија) est un village de l'est de la Macédoine du Nord, situé dans la municipalité de Karbintsi. Le village comptait 109 habitants en 2002. Il est majoritairement turc.

## Démographie
Lors du recensement de 2002, le village comptait :
- Turcs : 101
- Autres : 8